# Erbse parese

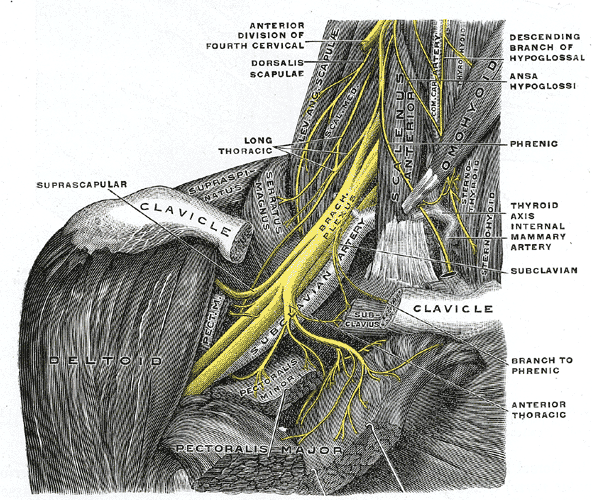
De plexus brachialis is hier geel gekleurd

Erbse parese, ook bekend als obstetrische-plexus-brachialislaesie, is een aandoening aan één tot vijf van de hoofdzenuwen in de plexus brachialis, de zenuwknoop die zorgt voor het gevoel, en de beweging van de arm. Dit kan leiden tot een volledige of gedeeltelijke verlamming van de arm. De schade kan per zenuw variëren van een kneuzing tot een scheuring en ontstaat voornamelijk bij pasgeborenen, bijvoorbeeld ten gevolge van een schouderdystocie bij de bevalling. De aandoening komt ook bij volwassenen voor, onder andere als gevolg van beschadiging van de plexus brachialis bij een val. De aandoening is genoemd naar de Duitse neuroloog Wilhelm Erb.

## Symptomen en gevolgen
In de plexus brachialis lopen vijf hoofdzenuwen van de nek naar de arm. Ieder met globaal een eigen taak:
- C5 voor de aansturing van de schouderfunctie.
- C6 zorgt voor de elleboogbuiging
- C7 strekt de elleboog
- C8 strekt de pols
- Th1 zorgt voor de handfunctie

Bij een Erbse parese is er sprake van een beschadiging van de zenuwen C5, C6 of eventueel C7. Zijn de zenuwen C8 en Th1 (en eventueel C7) beschadigd, dan spreken we van klumpkeparese. De ernst van de gevolgen is afhankelijk van de ernst van de schade.

## Prognose

### Neurologisch
Geschat wordt dat 80-90% van de kinderen met een dergelijk letsel volledig spontaan zal herstellen. De ervaring heeft geleerd dat kinderen die spontaan volledig herstellen, meestal snel een actieve elleboogbuiging krijgen (binnen 2-3 maanden na de bevalling). Hoe langer er echter sprake blijft van een verlamming van de schouder en elleboogspieren hoe slechter uiteindelijk de prognose.
In ernstige gevallen kan er een neurologische reconstructie nodig zijn. In sommige gevallen is het letsel permanent.

### Ontwikkeling
Doordat het kind in de beweging beperkt is kunnen er allerhande gewrichtsproblemen aan de schouder ontstaan. Deze zijn vaak door fysiotherapie en oefeningen thuis te voorkomen. In sommige gevallen kunnen deze problemen leiden tot vergroeiingen die later hersteld kunnen worden.

### Functioneren
In hoeverre het kind de arm kan en gaat gebruiken is van zeer veel factoren afhankelijk. Een prognose kan alleen door een team van artsen gemaakt worden.

## Patiëntenvereniging
Wereldwijd is er een groot aantal patiëntenverenigingen voor mensen met erbse parese. In Nederland is de 'Erbse Parese Vereniging' actief. Deze stelt zich ten doel voorlichting te geven aan ouders en betrokken beroepsbeoefenaars en het bevorderen van lotgenotencontact. De vereniging organiseert contactdagen.